# Florin Cîțu
Florin Vasile Cîțu, romunski politik, * 1. april 1972, Râmnicu Vâlcea, Romunija.
Cîțu je opravljal funkcijo predsednika vlade Romunije od decembra 2020 do novembra 2021, ko je bila njegovi vladi izglasovana nezaupnica. Pred tem je med letoma 2019 in 2020 deloval kot minister za javne finance v prvi in drugi vladi nekdanjega premierja Ludovica Orbana. Od septembra 2021 je predsednik romunske Narodne liberalne stranke.

## Zgodnje življenje in izobrazba
Florin Cîțu se je rodil v Râmnicu Vâlcei, odraščal pa v vasi Tulei-Câmpeni v občini Golești v okrožju Vâlcea. Je tretji romunski premier iz Râmnicu Vâlcee.
Po diplomi na Univerzi Grinnell leta 1996 je leta 2001 magistriral iz ekonomije in doktoriral iz makroekonomije in mednarodne ekonomije na Državni univerzi v Iowi.

## Zgodnja kariera
Po diplomi je Cîțu delal kot ekonomist na Rezervni banki Nove Zelandije (2001–2003) in za Evropsko investicijsko banko (2003–2005). Nato je do leta 2011 delal kot investicijski bankir v romunskem oddelku skupine ING.

## Politična kariera
Leta 2019 skupni odbor za proračun in finance romunskega parlamenta ni potrdil imenovanja Cîțuja za finančnega ministra, čeprav njihov glas ni bil nadalje zavezujoč.
26. februarja 2020 je predsednik Klaus Iohannis po izglasovanju nezaupnice vladi Ludovica Orbana 5. februarja imenoval Cîțuja na mesto romunskega premierja in mu podelil mandat za sestavo nove vlade. Pred glasovanjem o predaji poslov je Cîțu stopil nazaj v prid vodji svoje stranke Ludovicu Orbanu. Zaradi nastajajoče pandemije COVID-19 se je glavna opozicijska Socialdemokratska stranka (PSD) strinjala z drugim mandatom Orbanove vlade do naslednjih volitev, ki naj bi bile decembra istega leta. Posledično je Florin Cîțu prevzel položaj finančnega ministra.
Po 9. decembru 2020 je bil Cîțu na predlog vlade Liberalne stranke predlagan za vršilca dolžnosti predsednika vlade po odstopu Ludovica Orbana 7. decembra. Cîțu je 23. decembra postal premier in sestavil tristransko koalicijsko vlado. Sestavo so mnogi kritizirali, ker je vlada imela le eno ministrico in, ker je bil med ministre imenovan Sorin Cîmpeanu, ki je v prejšnjem ministrskem mandatu predlagal zakonodajo, "ki je ščitila tiste, za katere je bilo ugotovljeno, da so plagiirali svoje akademske naloge".

## Druge dejavnosti
- Evropska banka za obnovo in razvoj (EBRD), nekdanji član sveta guvernerjev (od 2019) [16]
- Evropska investicijska banka (EIB), nekdanji član sveta guvernerjev (od 2019) [17]
- Svetovna banka, nekdanji član sveta guvernerjev (od 2019) [18]